# الإسلام في تنزانيا

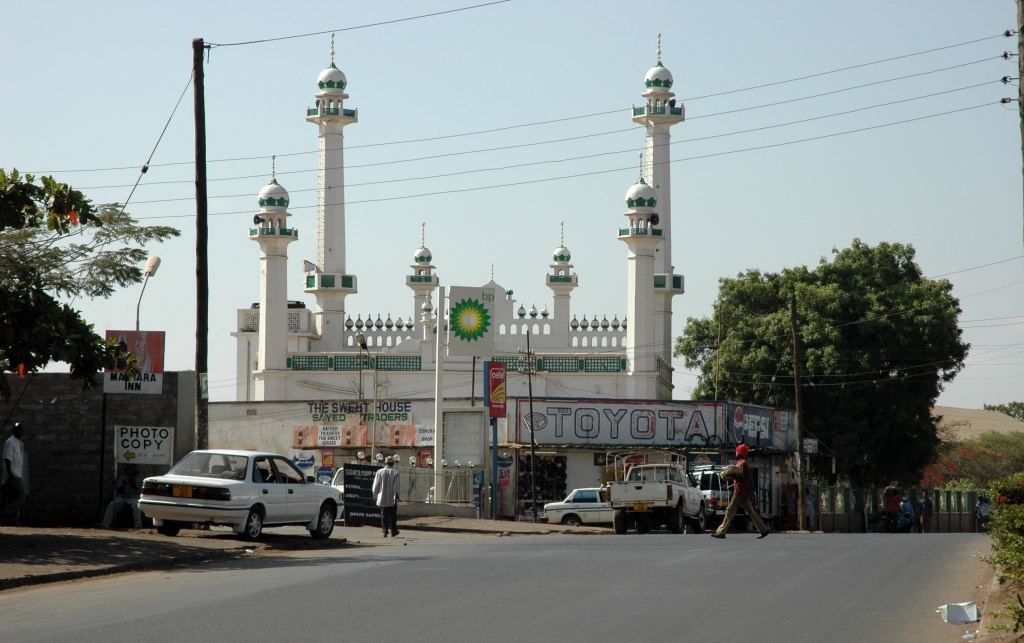
مسجد في مدينة موشي

الإسلام في تنزانيا هو ثاني أكبر ديانة في البلاد بعد المسيحية. وفقًا لتقديرات مركز بيو للأبحاث عام 2020 يمثل المسلمون 34.1% من إجمالي السكان. جاء الإسلام من التجار الذين زاروا الساحل السواحلي، حيث أصبح مرتبطًا بشبكة تجارة بحرية إسلامية كبيرة. وهذا أدى إلى انصهار المسلمين وسكان البلاد، مما أدى في النهاية إلى تشكيل العديد من الكيانات السياسية الإسلامية الرسمية في المنطقة.
في البر الرئيسي، تتركز المجتمعات المسلمة في المناطق الساحلية مع وجود أغلبية مسلمة كبيرة أيضًا في بعض المناطق الحضرية الداخلية خاصة وعلى طول طرق القوافل السابقة. أكثر من 99% من سكان أرخبيل زنجبار مسلمون. أكبر مجموعة من المسلمين في تنزانيا هم من المسلمين السنة، مع أقليات كبيرة من الشيعة والأحمديين. وفقًا لبحوث مركز بيو للأبحاث الذي أجري في عامي 2008 و2009 فإن 40% من السكان المسلمين في تنزانيا يُعرفون بأنهم سنّة و20% شيعة و15% أحمدية، إلى جانب مجموعة صغيرة من الإباضية والبقية مسلمون فقط. وفقًا لجمعية أرشيف بيانات الدين (ARDA)، فإن 55.3% من السكان مسيحيون، و31.5% مسلمون، و11.3% يمارسون الديانات التقليدية، في حين أن 1.9% من السكان غير متدينين أو يعتنقون ديانات أخرى اعتبارًا من عام 2020. تقدر ARDA أن معظم المسلمين التنزانيين هم من السنة، مع أقلية شيعية صغيرة، اعتبارًا من عام 2020. غالبیه الشيعة في تنزانيا هم من أصل آسيوي/هندي.

## وصول الإسلام
كان المسلمون على علاقة بهذه المنطقة منذ القرن الأول الهجري، بدأت بعلاقات تجارية، ثم هجرة وتأسيس أمارات إسلامية، وظهرت أقدم الإمارات الإسلامية علي ساحل شرقي أفريقيا وهي امارة لامو على الساحل الشرقي الأفريقي شمال مدينة مومباسا في نهاية القرن الأول الهجري. وفي مستهل القرن الرابع الهجري ظهرت إمارات ماندي، وأوزي، وشاكه قرب دلتا نهر تانا في كينيا. وهكذا وصل الإسلام إلى الساحل الجنوبي من تنجانيقا في مستهل القرن الرابع الهجري، بل امتد حتى الجنوب.
ودهم الاستعمار البرتغال الإمارات الساحلية وشن ضدهم حرباً صليبية دمرت معظم مدن الساحل وازداد التنافس الاستعماري على المحيط الهندي وبرزت قوات إسلامية جديدة من عمان استطاعت القضاء على النفود البرتغالي فهزمت البرتغاليين هزيمة ساحقة عند ممباسا في سنة 1153 هـ - 1740 م.
فبعد أن انهارت سيطرة البرتغاليين واستقر الأمر للعرب توغلت الدعوة إلى الداخل فوصلت إلى نياسلاند (ملاوي حالياً) كما وصلت هضبة البحيرات حيث أوغندا، وتوغل الإسلام إلى داخل تنجانيقا، وظهر في المدن الساحلية والقرى ونقل العمانيون العاصمة إلى دار السلام، وبرزت مراكز إسلامية بالداخل كان منها في تنجانيقا طابورة، وأوجيجي على بحيرة تنجانيقا، وتانجا التي كانت من أكبر مراكز الثقافة العربية بالبلاد، وظهرت قوى استعمارية جديدة تمثلت في بريطانيا وألمانيا واقتسمتا دولة آل بوسعيد في شرقي أفريقيا، واستولت ألمانيا على تنجانيقا، ثم حدث مذبحة زنجبار في سنة 1384 هـ - 1964 م وراح ضحيتها 23 ألفاً من العرب والمسلمين.

## الإسلام في زنجبار
الإسلام هو أكثر الأديان إنتشارًا في جزيرة زنجبار. وفقا لكتاب حقائق وكالة المخابرات المركزية أكثر من 99% في الجزيرة من ال‍مسلمين. الغالبية العظمى من المسلمين في زنجبار من السنة. وصل المسلمون إلى زنجبار في القرن 8. وهناك أيضا وجود أحمدي في زنجبار.

## الهيئات والمؤسسات الإسلامية

### المجلس الإسلامي الأعلي التنزاني
من أبرز الهيئات الإسلامية المجلس الإسلامي الأعلي التنزاني وتأسس في سنة 1387 هـ - 1967 م، وكان اسمه السابق: المجلس الأعلي لجميع مسلمي شرقي أفريقيا حيث كان يضم مسلمي كينيا وتنزانيا وأوغندا ثم اقتصر نشاطه على تنزانيا ويشرف على إنشاء المساجد والمساجد والمدارس الابتدائية، وتوجد حوالي 16 مدرسة متوسطة في أنحاء تنزانيا. أعادت الحكومة فتح 86 مسجداً كانت قد أغلقتها بطريقة غير شرعية. وأما عدد الدعاة في كل تنزانيا 107 لخدمة التوعية الإسلامية لأكثر من 15 مليون مسلم.

### مركز الحرمين الإسلامي في دار السلام
انشئ هذا المركز من منطلق علاقات المملكة العربية السعودية بالشعوب والتجمعات الإسلامية في أفريقيا في سنة 1397 هـ، ويضم مدرسة متوسطة لإعداد التلاميذ للتدريس في المدارس الإسلامية بتنزانيا، أو لإعدادهم لتلقي الدراسات الإسلامية العليا في خارج تنزانيا.
وتم تنفيد مشروع جديد لمركز الحرمين الإسلامي بتنزانيا ويضم مدرسة ثانوية ومركزاً صحياً وسكناً للمدرسين والطلاب. كما أنه يوجد العديد من الهيئات والجمعيات والمراكز الإسلامية بتنزانيا.
وتقرر تدريس الدين في كل المراحل التعليمية بتنزانيا وطلب من كل طائفة دينية أن تتكفل بالمدرسين وبالكتب والمقررات الدراسية ويعاني المسلمون في تنزانيا العجز في المدارس والمدرسين وخصوصاً في الثقافة الدينية والتعليم المهني.